# Aspidura copei
Espèce
Synonymes
- Aspidura copii Günther, 1864

Statut de conservation UICN

 DD  : Données insuffisantes
Aspidura copei est une espèce de serpents de la famille des Natricidae. 

## Répartition
Cette espèce est endémique du Sri Lanka.

## Description
C'est un serpent ovipare.

## Étymologie
Cette espèce est nommée en l'honneur d'Edward Drinker Cope.

## Publication originale
- Günther, 1864 : The reptiles of British India, London, Taylor & Francis, p. 1-452 (texte intégral).